# Eusebi Güell
Eusebi Güell i Bacigalupi, primo conte di Güell (Barcellona, 15 dicembre 1846 – Barcellona, 8 luglio 1918), è stato un imprenditore e politico spagnolo.

## Biografia

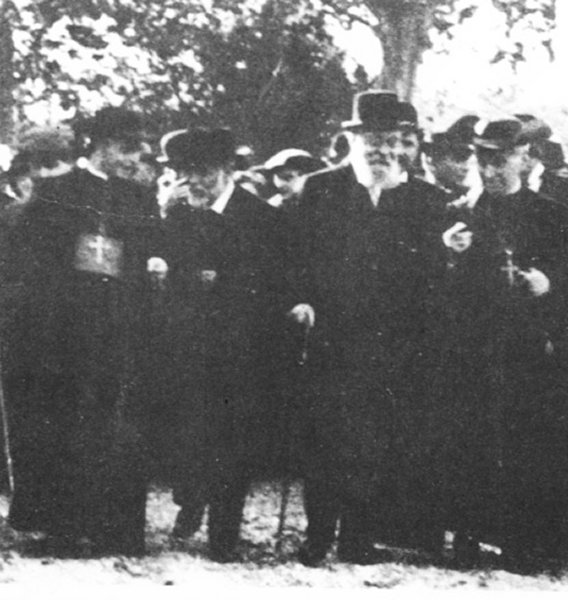
Gaudí e Güell in visita alla Colonia Güell nel 1910

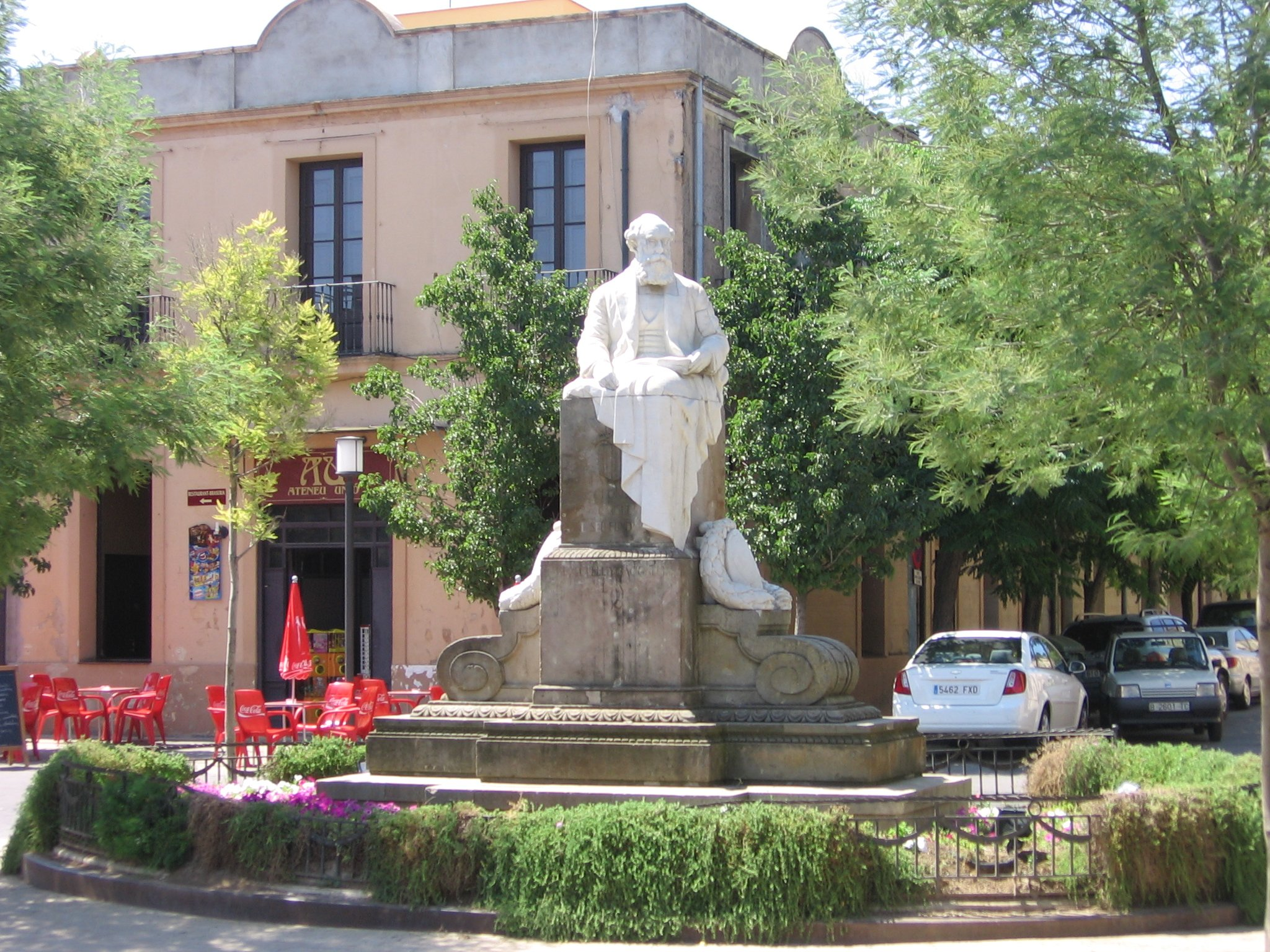
Monumento a Eusebi Güell a Santa Coloma de Cervelló

Suo padre era Joan Güell y Ferrer (1800-1872), un uomo nativo di Torredembarra, in Catalogna, che accumulò un'enorme fortuna nell'America Latina e la impiegò per promuovere una volta ritornato a Barcellona diverse iniziative industriali: tra queste, degne di nota era la fabbrica El Vapor Vell. La madre, invece, era Francisca Bacigalupi y Dolcet, morta al parto e appartenente a una famiglia di origine genovese che si stabilì a Torredembarra sin dagli inizi del XVIII secolo.
Emulando le impronte paterne, Eusebi Güell creò numerose imprese nei settori più innovativi del momento. Grazie alle agiate condizioni economiche familiari ebbe la possibilità di studiare diritto, economia e scienze applicate a Barcellona, in Francia e in Inghilterra. Si associò in particolare con Ferran Alsina, con cui avviò una fabbrica di velluto a coste ubicata a Santa Coloma de Cervelló, base della futura colonia Güell (1891). Nel 1901 Güell fondò la Compañía General de Asfaltos y Portland Asland, e fu consigliere di alcune delle imprese del suo gruppo politico, come la Compañía Trasatlántica Española, la Compañía de Tabacos de Filipinas, il Banco Hispano-Colonial e la Compañía de los Caminos de Hierro del Norte de España. Si segnala anche la sua partecipazione, insieme alla famiglia del conte di Romanones, alla Compañía Española de Minas del Rif, della quale fu vicepresidente il figlio Juan Antonio Güell y López. 
Güell intervenne anche in ambito politico e in ampi settori culturali: nel 1875 fu eletto consigliere del Municipio di Barcellona, nel 1878 deputato provinciale, e successivamente prestò servizio anche come senatore del Regno. Per via del suo fervente amore per la cultura catalana, fu anche presidente dei Giochi floreali (1900) e membro della Reale Accademia Catalana di Belle Arti di San Jorge, così come presidente del Centre Català. Fu anche patrocinatore della Asociación Catalanista de Excursiones Científicas e del periodico di cultura catalana La Renaixensa. Pubblicò diversi libri su numerose discipline, tradotti anche in lingue straniere - di questi, si segnala il lavoro scientifico L'immunité par les leucomaïnes.
Per quanto riguarda la vita privata, Güell nel 1871 convolò a nozze con la figlia maggiore del marchese di Comillas, Luisa Isabel López Bru (1851-1924), con la quale ebbe dieci figli: Isabel, Maria Lluïsa, Juan Antonio, María Cristina, Eusebio, Claudio, Santiago, Francisca, Josefina e Mercedes. 
Nel 1878, dopo averne ammirato la vetrina della Guantería Comella presente all'Esposizione Universale di Parigi, conobbe Antoni Gaudí, del quale divenne presto entusiasta mecenate. Da quell'anno, infatti, ebbe inizio una viva e scambievole amicizia e una fruttuosa relazione professionale, grazie alla quale Gaudí acquistò fama internazionale e progettò opere come la Cripta della Colonia Güell, il palazzo Güell, i padiglioni Güell, e il parco Güell.
Nel 1910, infine, il re Alfonso XIII di Spagna insignì Güell del titolo di conte di Güell, in riconoscimento del suo supporto allo sviluppo economico della Spagna - egualmente, concesse ai figli minori di Güell un viscontato e una baronia. In segno di riconoscenza, questi ultimi donarono poi alla monarchia quello che oggi è il Palau Reial de Pedralbes, edificato nel 1920 sopra un terreno di proprietà dei Güell.